# Băile Borșa, Maramureș
Băile Borșa, mai demult Baia Borșa (în maghiară Borsabánya, în trad. "Mina Borșa", în germană Pfefferfeld) este o localitate componentă a orașului Borșa din județul Maramureș, Transilvania, România.

## Istoric
Prima atestare documentară a localității datează din 1365, când regele Ludovic I al Ungariei a dăruit Borșa lui Balc, fiul lui Sas și fratelui acestuia. Regele Ludovic I al Ungariei confiscase în prealabil regiunea de la domnitorul moldovean Bogdan Vodă, sub notă de infidelitate. 
Prin Legea nr. 2/1968 s-a înființat orașul Borșa, moment în care Băile Borșa au devenit localitate componentă a acestuia.
În toamna lui 2019, în Cimitirul din localitate s-a descoperit un mausoleu al unei familii germane-austriece foarte bogate, care a deschis exploatările miniere din localitate în secolul al XIX-lea și au construit un monument mic în cinstea soldaților căzuți în cele două războaie mondiale în Băile Borșa în anii 1914 și 1944. Monumentul poate fi găsit în fața bisericii romano-catolice Sf.Francisc de Assisi din Băile Borșa.

## Stațiune balneară
Băile Borșa sunt o stațiune balneo-climaterică sezonieră, de interes local. Fiind situată la o altitudine de 850 m, stațiunea are un climat subalpin. Se găsesc în nordul extrem al României, în partea de est a Depresiunii Maramureșului, închisă de Munții Rodnei și Munții Maramureșului (Carpații Orientali), pe Valea Vișeului, în apropiere de Pasul Prislop (altitudine 1.414 m), care leagă Transilvania de Bucovina. Clima este specifică zonelor montane, rece și umedă, cu veri răcoroase (în jur de 15 °C în luna iulie) și ierni reci. Temperatura medie anuală este de 7 °C. Precipitațiile sunt abundente, în jur de 900-1000 mm anual. Aerul este pur, intens ozonat.
Deoarece durata persistenței stratului de zăpadă se întinde din decembrie până în martie și grosimea medie a stratului de zăpadă este de 50 cm, stațiunea este adaptată și pentru sporturile de iarnă.
Stațiunea dispune de două pârtii de dificultate medie, fiecare cu instalație de transport pe cablu:
- prima – cu o lungime de 2000 m, lățime 30 m, altitudine maximă 1375 m, minimă 880 m (coboară până în spatele hotelului Brădet), diferență de nivel 495 m, suprafața 6 ha, debit max/optim: 360/270 pers/h.
- a doua – cu o lungime de 700 m, lățime 30 m, altitudine maximă 1545 m, minimă 1365 m (în zona Știol), cu o diferență de nivel de 180 m, suprafață de 2,1 ha debit max/optim: 360/270 pers/h.

## Etimologie
Etimologia numelui localității: din Baia (din subst. baie „exploatare minieră subterană; mină, ocnă” < lat. *bannea sau magh. bánya) + Borșa (din n.fam. Borșa < n. pers. sl. Borša; sau din n. fam. Borș + suf. top. -a). 

## Resurse minerale
Izvoare de apă minerală, pe Valea Țâșla: Izvorul Baritina din fața Văii Vinișoru, Izvorul La Ciuroi, Izvorul din Groată (Galeria Alexandru), Izvorul Colbu (în total 20 de surse). ; Zăcăminte de minereuri complexe (minele Gura Băii, Colbu, Dealul Negru, Burloaia, Dealul Bucății, Cornu Nedeii, Măgura,Toroiaga-Emerik) și cuprifere. Vârful Toroiaga deține și un filon de aur.

## Factorii de cură
Factorii naturali de cură sunt apele minerale carbogazoase, feruginoase, bicarbonatate, calcice, magneziene, atermale, care se folosesc atât în cura internă, pentru afecțiuni ale tubului digestiv, rinichilor și căilor urinare, cât și în instalațiile de băi, pentru afecțiuni ale aparatului locomotor și ginecologice. Dată fiind clima propice, stațiunea este recomandată și pentru tratamentul nevrozelor astenice și al tulburărilor respiratorii.

## Obiective istorice
- Vechea biserică de lemn greco-catolică construită în 1718, cu două pridvoare suprapuse și acoperișul în două niveluri, păstrează picturile murale originare, din 1765.[10]
- Biserica romano-catolică cu hramul "Sf. Francisc de Assisi", construită în 1925, iar parohia ființează din anul 1806.